# Francisco Moreno Herrera
Francisco Moreno Herrera, VII comte de Los Andes (Jerez de la Frontera, 23 de gener de 1909 - 1 de gener de 1978) fou un filòsof i jurista espanyol, acadèmic de la Reial Acadèmia de Ciències Morals i Polítiques.
Era fill de Francisco Moreno Zuleta, Comte de Los Andes i Marquès de Mortara, dues vegades Gran d'Espanya, i de Carmen Herrera, filla del comte de Mortara. Va fer els seus primers estudis a Jerez, i als catorze anys va ser enviat als jesuïtes del Stonyhurst College, a Lancashire, Anglaterra. Després va estudiar Dret a la Universitat de Granada, i va acabar els seus estudis a la Universitat d'Oxford, on es va llicenciar en Ciències Econòmiques i Polítiques. Allí ou deixeble de l'historiador G. D. H. Cole i es familiaritzà amb el corporativisme del guildisme anglès.
En 1929 va tornar a Espanya i amb Eugenio Vegas Latapie, president de la Joventut Monàrquica Independent, va fundar la revista Cruz y Verdad. En 1931 es va casar amb María Teresa de Arteaga y Falguera, comtessa de la Eliseda, i poc després va col·laborar amb Acción Española, on va conèixer Ramiro de Maeztu i José María Pemán. Fou elegit diputat per Cadis pel Front de Dretes a les eleccions generals espanyoles de 1933. Amic d'infantesa de José Antonio Primo de Rivera, en 1933 va ingressar a la Falange Española de las JONS de la que en fou membre del seu consell nacional. Tot i així, en 1934 se'n va separar a causa del laicisme falangista, contrari a la subordinació de l'Església a l'Estat.
Aleshores va col·laborar amb els diputats del Bloque Nacional, participant activament en l'organització del cop d'estat del 18 de juliol de 1936. Marxà com a voluntari al front en la guerra civil espanyola a la batalla de Terol, i fou ascendit a alferes provisional. Fou un dels que acompanyà Joan de Borbó al front de Somosierra i arribà a ser capità d'un tabor de Regulars. Fou greument ferit a Corbalán durant la batalla de l'Alfambra.
Entre 1938 i finals de 1939 va ser nomenat governador civil de la província de Santander, on va mantenir algunes polèmiques amb els falangistes i tradicionalistes. El desembre de 1939 fou nomenat Conseller Nacional del Movimiento Nacional i vocal de l'Instituto de Estudios Politicos. En 1942 va formar part del consell privat de Joan de Borbó, i juntament amb Vegas Latapie i Pedro Sainz Rodríguez recollí les signatures del Manifest dels Vint-i-set, raó per la qual en 1943 fou tancat a la Direcció General de Seguretat i bandejat set mesos i mig a La Palma.
Quan retornà a Madrid continuà sent membre del Consell Privat de Joan de Borbó. En 1967 fou escollit membre de la Reial Acadèmia de Ciències Morals i Polítiques i el 1973 va rebre el Premi Nacional de Literatura d'Espanya pels seus Ensayos Políticos. Alhora, va fundar la Cofradía de la Buena Mesa i l'Acadèmia Espanyola de Gastronomia, i des de 1969 va escriure articles sobre gastronomia al diari ABC amb el pseudònim Savarín.

## Obres
- Traducció i pròleg del llibre de Harold Elsdale Goad, El Estado corporativo. Un estudio del desarrollo del fascismo, Gráfica Universal, Madrid 1933, 220 págs.
- Fascismo Catolicismo Monarquía (1935) Talleres de Cleto Vallinas, [Madrid] 1935, 209 págs
- Autoridad y Libertad
- Teoría y Acción
- Socialismo y Catolicismo
- La Economía y el nuevo Estado
- Los cuerpos intermedios naturales y artificiales en las instituciones políticas de Norteamérica y de Inglaterra
- Críticas gastronómicas (1971)
- Ensayos políticos (1973)